# アルバート・ヒル
アルバート・ヒル (Albert George Hill、1889年3月24日- 1969年1月8日)は、イギリスの陸上競技選手。1920年アントワープオリンピックの中距離種目で2つの金メダルを獲得した選手である。
ヒルは、1910年の全英選手権の4マイルの優勝者であるが、その後第一次世界大戦のため競技を行うことが難しくなる。戦後競技に復帰した彼にとって最初のオリンピックとなるアントワープオリンピックの時には31歳となっていた。若くないということで代表から落選しそうになるがかろうじて代表に選ばれた。
アントワープオリンピック最初の決勝の800mは接戦となった。最後は31歳のヒルが英国新記録でアメリカのアール・エビーを下し、金メダルを獲得した。2日後には1500mにも勝利し中距離2冠を達成した。陸上競技で英国選手が2つの金メダルを獲得するのは初めてであった。（次に2冠を達成するのは84年後のアテネオリンピックのケリー・ホームズである。）
またヒルは3000m団体にも出場し銀メダルを獲得した。
1921年の全英選手権の1マイルに勝利したあと彼は引退した。その後コーチとなった彼は第二次世界大戦前にカナダに移住し、1969年にこの世を去った。